# خیز شرقی اقیانوس آرام

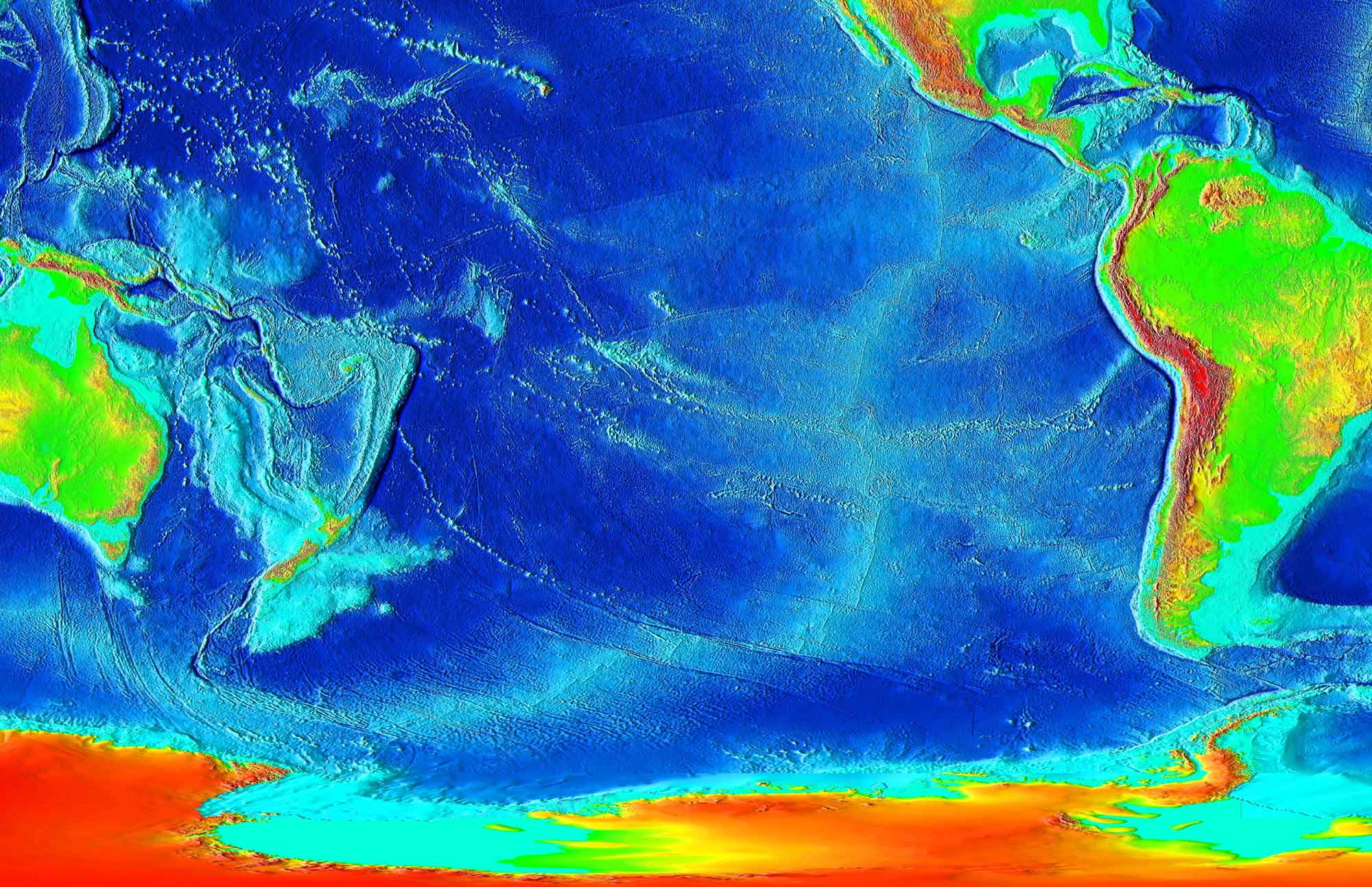
خیز شرقی اقیانوس آرام، از خلیج کالیفرنیا تا جنوبگان

خیز شرقی اقیانوس آرام (انگلیسی: East Pacific Rise) یک پشته میانی اقیانوس و مرز واگرای صفحه‌های زمین‌ساختی است که در طول بستر اقیانوس آرام واقع شده است. این خیز، صفحه اقیانوس آرام را (از شمال به جنوب) از صفحه آمریکای شمالی، صفحه ریورا، صفحه کوکوس، صفحه نازکا و صفحه جنوبگان جدا می‌سازد. این خیز از نقطه‌ای نامشخص در نزدیکی جنوبگان و به سمت شمال در خلیج کالیفرنیا در حوضه دریای سالتون در جنوب کالیفرنیا پایان می‌یابد.